# 투청구

투청구의 위치

투청구(한국어: 토성구, 중국어: 土城區, 병음: Tǔchéng Qū)는 중화민국 신베이시의 구이다. 타이베이시의 베드타운으로서 반차오 구가 개발 포화 상태가 되었기 때문에 그 남부에 위치하는 투청구의 개발이 진행되었다. 넓이는 29.5578km2이고, 인구는 2015년 8월 기준으로 238,607명이다.

## 지리
타이베이 분지의 남서쪽에 위치하고 서쪽으로 수린 구, 북동쪽으로 중허 구, 남동쪽으로 신뎬 구, 남쪽으로 싼샤 구, 북서쪽으로 반차오 구와 접한다.

## 역사
단수이허의 지류인 다한시(大漢渓)와 신뎬시(新店渓)가 교차하는 투청은 원래 평포족의 거주지였다. 당시에는 평포어로 파접(擺接)으로 불리고 있었으며 투청 시 이외에 중허시, 융캉시, 빈차오시를 포함한 지역의 총칭이었다. 1686년, 청이 타이베이 지역에 제라현을 설치했고 1875년에 투청은 정식으로 담수청 파접보에 편입되었다.
토성이라는 지명은 건륭 초년에 시작된 한족에 의한 파접사 개척에서 유래한다. 입식자와 원주민 사이에 자주 충돌이 발생해, 그것을 막기 위해 취락을 토담으로 둘러싸 방어했던 것에서 유래한다.

## 경제
타이베이시 교외의 공업지대로서 발전했고, 현재는 많은 타이베이 시로의 통근자가 거주하고 있는 위성 도시이다. 도로 정비가 낙후되어 만성적인 정체가 사회 문제가 되고 있었지만, 최근에는 현민 대로나 타이베이 첩운 투청 선의 연결로 교통 접근성이 큰폭으로 개선되었다.
대만 최대의 전자 부품 가공 수탁 기업인 훙하이 정밀공업(폭스콘)의 본사가 위치해, 중국을 중심으로 공장이 진출하고 있다.

## 교통
- 타이베이 첩운 반난선
- 국도 3호선

## 같이 보기
- 신베이시